# میشل مارتلی
میشل جوزف مارتلی (به انگلیسی:Michel Martelly) (زاده ۱۲ فوریه ۱۹۶۱) رئیس‌جمهور وقت هائیتی، ملقب به سوییت میکی، خواننده پاپ محبوب سیاهان، که پنجاه و ششمین رئیس‌جمهور هائیتی است.
میشل مارتلی،خواننده سابق پاپ با کسب ۶۷٫۷۵ درصد از آرا در مقابل میرلاند مانیگا، همسر رئیس‌جمهور سابق هائیتی که ۳۱٫۷۴ درصد از آرا را کسب کرد، پیروز شد.
در ماه دسامبر سال ۲۰۱۰ در نخستین دور رقابت‌های انتخاباتی میشل مارتلی با شکست روبرو شد اما یک ماه بعد با اعلام تقلب در انتخابات به نفع جناح حاکم توسط ناظران بین‌المللی، وی توانست پیروز این انتخابات باشد.
مارتلی به مسخره کردن دولت هائیتی بر روی صحنه اجراهای خود شهرت دارد. وی از ١٤ ماه مه پس از پایان مهلت حکم ریاست جمهوری رنه پریوال، رئیس‌جمهور دوره قبلی که دو دور پیاپی این مقام را بر عهده داشت، به دفتر ریاست جمهوری این کشور راه یافت.